# Uduba madagascariensis
Uduba madagascariensis är en spindelart som först beskrevs av Vinson 1863.  Uduba madagascariensis ingår i släktet Uduba och familjen Zorocratidae.
Artens utbredningsområde är Madagaskar. Inga underarter finns listade i Catalogue of Life.